# Józef Dietl
Józef Konrad Dietl (ur. 24 stycznia 1804 w Podbużu, zm. 18 stycznia 1878 w Krakowie) – polsko-austriacki lekarz, polityk, profesor i rektor Uniwersytetu Jagiellońskiego, prezydent Krakowa w latach 1866–1874.

## Życiorys
Był jednym z 7 synów Franciszka Dietla, urzędnika austriackiego i szlachcianki Anny z Kulczyckich. Nauki pobierał najpierw w Samborze, do gimnazjum uczęszczał w Tarnowie, a następnie w Nowym Sączu. Studiował filozofię na Uniwersytecie Lwowskim, następnie medycynę w Wiedniu, gdzie uzyskał stopień doktora w zakresie medycyny i rozpoczął praktykę lekarską.
W 1851 objął stanowisko profesora i kierownika Katedry Medycyny Wewnętrznej i Kliniki Lekarskiej Uniwersytetu Jagiellońskiego. W tym czasie z trudem posługiwał się językiem polskim. Tę funkcję pełnił do roku 1865. W roku akademickim 1861–1862 był rektorem Uniwersytetu Jagiellońskiego. Został wybrany na kolejny rok, 1862/63, ale władze odmówiły zatwierdzenia go na tym stanowisku pod pretekstem, że naruszyłoby to zwyczaj, że co roku rektorem była osoba z innego wydziału. 14 czerwca 1865 cesarz Franciszek Józef I podpisał dekret usuwający profesora z katedry, kliniki i przenoszący go na emeryturę bez podania przyczyny. Józef Dietl przyczynił się do wprowadzenia języka polskiego w szkołach średnich publicznych i ludowych w Galicji. Jego postulaty zawarte były w publikacji Stanowisko szkoły. Rada szkolna krajowa. Język wykładowy przyczyniły się do utworzenia Rady Szkolnej Krajowej, przeprowadzenia reform szkół krajowych, wprowadzenia języka wykładowego polskiego i ukraińskiego zamiast niemieckiego. Sejm galicyjski uchwalił ustawę, którą cesarz Franciszek Józef zatwierdził 22 i 25 czerwca 1867 r. Ustawa pozwoliła na wprowadzenie w szkołach ludowych i średnich prawa wyboru języka wykładowego według narodowości miejscowej ludności, o języku wykładowym polskim lub ukraińskim decydowała instytucja, która szkołę utrzymywała wspólnie z Radą Szkolną Krajową.
Walczył z kołtunem (w tamtych czasach uważanym za chorobę). Postulował, aby osoby mające różne dolegliwości były leczone w oddzielnych pomieszczeniach (w tamtych czasach chorzy z różnymi chorobami przebywali w tych samych salach, zarażając się nawzajem). Stworzył nową dziedzinę medycyny, balneologię. Za jego sprawą 9 marca 1858 roku zainaugurowana została działalność Komisji Balneologicznej przy Krakowskim Towarzystwie Naukowym. W tym samym roku wydał Uwagi nad zdrojowiskami krajowemi ze względu na ich skuteczność, zastósowanie i urządzenie (Cz. I, Kraków 1858), w których przedstawił walory dwunastu ówczesnych galicyjskich miejscowości uzdrowiskowych. Członek korespondent Galicyjskiego Towarzystwa Gospodarskiego (1861–1878).
W latach 1866–1874 pełnił funkcję prezydenta Krakowa. 13 września 1866 Rada Miasta Krakowa stosunkiem 51 głosów za kandydaturą profesora przeciw 5 wybrała Józefa Dietla na prezydenta miasta. Zaprzysiężono go w środę 31 października 1866 roku. Po trzech tygodniach od zaprzysiężenia cesarz przyznał Dietlowi Złoty Krzyż Zasługi z Koroną. Z funkcji zrezygnował w 1874 roku.
Jako prezydent doprowadził między innymi do:
- podwojenia miejskich dochodów bez nakładania na miasto nowych ciężarów[20],
- oczyszczenia koryta Starej Wisły[21],
- uporządkowania Plant I murów wokół Starego Miasta[18],
- przygotowania planu odbudowy i konserwacji Sukiennic[22][23],
- rozwinięcia sieci wodociągów[18],
- utworzenia miejskiej straży ogniowej[24],
- przejęcia w zarząd szkół w mieście[18],
- powstania Szkoły Sztuk Pięknych[25].

Jest uważany za jednego z najlepszych prezydentów w historii Krakowa. Dietl utworzył Fundusz im. Józefa Dietla wspierający początkujących rzemieślników, którym udzielano pożyczki w 26 dwutygodniowych ratach z oprocentowaniem 3%.
Do jego zasług należy rozpropagowanie fizykoterapii, leczenia higieniczno-dietetycznego i balneologii. Dietl pierwszy sklasyfikował polskie wody lecznicze. Dzięki niemu stały się modne polskie uzdrowiska, m.in.: Krynica, Rabka, Iwonicz, Szczawnica i Żegiestów. Wydał książkę O reformie szkół krajowych.

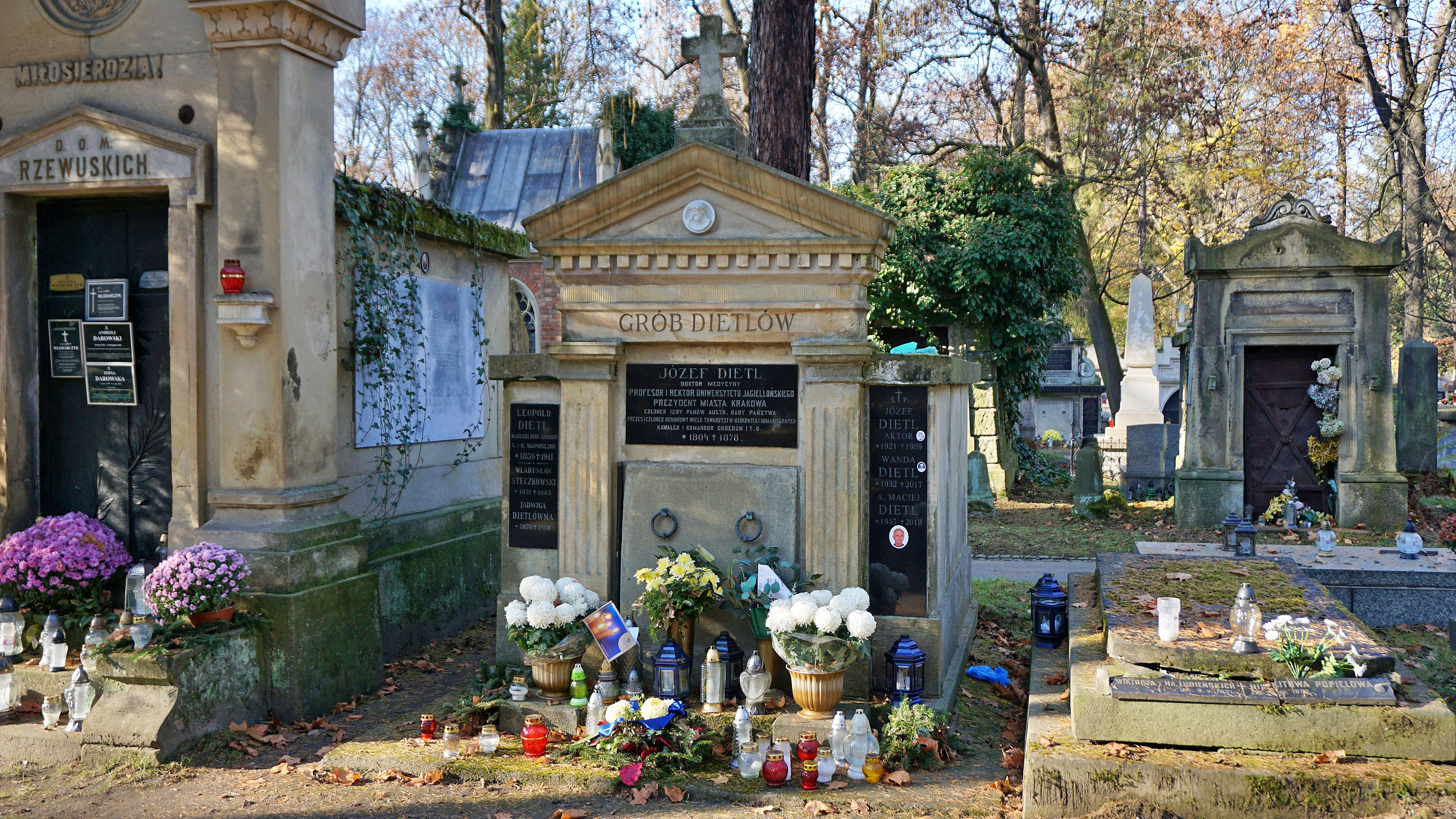
Grobowiec rodziny Dietlów na cmentarzu Rakowickim w Krakowie

## Życie prywatne
Ożenił się w 1846 roku z młodszą od niego o dziewiętnaście lat Austriaczką pochodzącą z Wiednia, Heleną Zieterbarth (zm. 1885), która jednak z powodu fatalnego samopoczucia w Krakowie, postanowiła opuścić miasto i męża. Profesor zmarł bezpotomnie, a posiadany majątek zapisał bratankowi, Leopoldowi Dietlowi, prosząc go o zabezpieczenie legatu również dla żony, Heleny. Pochowany został na cmentarzu Rakowickim w Krakowie (pas 25-wsch.2).

## Nagrody i odznaczenia
Został wyróżniony wieloma odznaczeniami i honorami, m.in.:
- 1861: Honorowy Obywatel miasta Krakowa[35],
- 1866: Złoty Krzyż Zasługi Cywilnej z Koroną[20],
- 1867: Honorowy Obywatel Nowego Sącza[36],
- 1869: Order Korony Żelaznej III klasy od cesarza Franciszka Józefa I[20],
- 1869: Krzyż Komandorski Orderu św. Grzegorza od papieża Piusa IX[20].

## Upamiętnienie
W latach 1860–1878 był członkiem honorowym Poznańskiego Towarzystwa Przyjaciół Nauk. Oprócz wielu pełnionych funkcji oraz aktywności społecznych Józef Dietl był również Przewodniczącym pierwszej c.k. Rady szkolnej okręgowej miejskiej w Krakowie, ustanowionej w 1871 roku.
W Polsce jest kilka pomników Józefa Dietla, między innymi na pl. Wszystkich Świętych w Krakowie, odsłonięty 8 października 1938, wykonany przez Xawerego Dunikowskiego. W Szczawnicy na placu noszącym jego imię jest upamiętniający go obelisk z łacińską inskrypcją, ufundowany przez założyciela szczawnickiego uzdrowiska Józefa Stafana Szalaya. W Krynicy postawiono pomnik w Parku Dukieta w 1900 roku według projektu Mieczysława Zawiejskiego, jego imię nosi też jedna z głównych ulic – Bulwary Dietla. W Iwoniczu-Zdroju w 1978 wzniesiono monument z popiersiem.
Jego imię nosi jedna z głównych ulic Krakowa, tzw. Planty Dietlowskie, szkoła podstawowa (nr 11 przy ul. Miodowej 36), gimnazjum (nr 39, na os. Oświecenia), szpital (przy ul. Skarbowej), a także sala konferencyjna (nr 112) w Urzędzie Miasta Krakowa. Działa także Małopolska Wyższa Szkoła im. Józefa Dietla
W 1928 roku ukazał się tom wspomnieniowy Józef Dietl, pierwszy prezydent miasta Krakowa, znakomity lekarz, profesor i rektor Uniwersytetu Jagiellońskiego, patrjota polski: w 50-tą rocznicę śmierci.
Postać prezydenta przypomina samorządowa Nagroda im. Józefa Dietla, przyznawana corocznie od 2008 za wybitne osiągnięcia i pracę na rzecz społeczności lokalnej. Jej laureatami byli między innymi Krzysztof Pawłowski, Anna Dymna, ks. Andrzej Augustyński, prof. Franciszek Ziejka i Jolanta Stokłosa.
W roku 1957 wydano serię znaczków pocztowych „Medycyna polska”, w której znaczek o nominale 1,35 zł przedstawia Józefa Dietla.

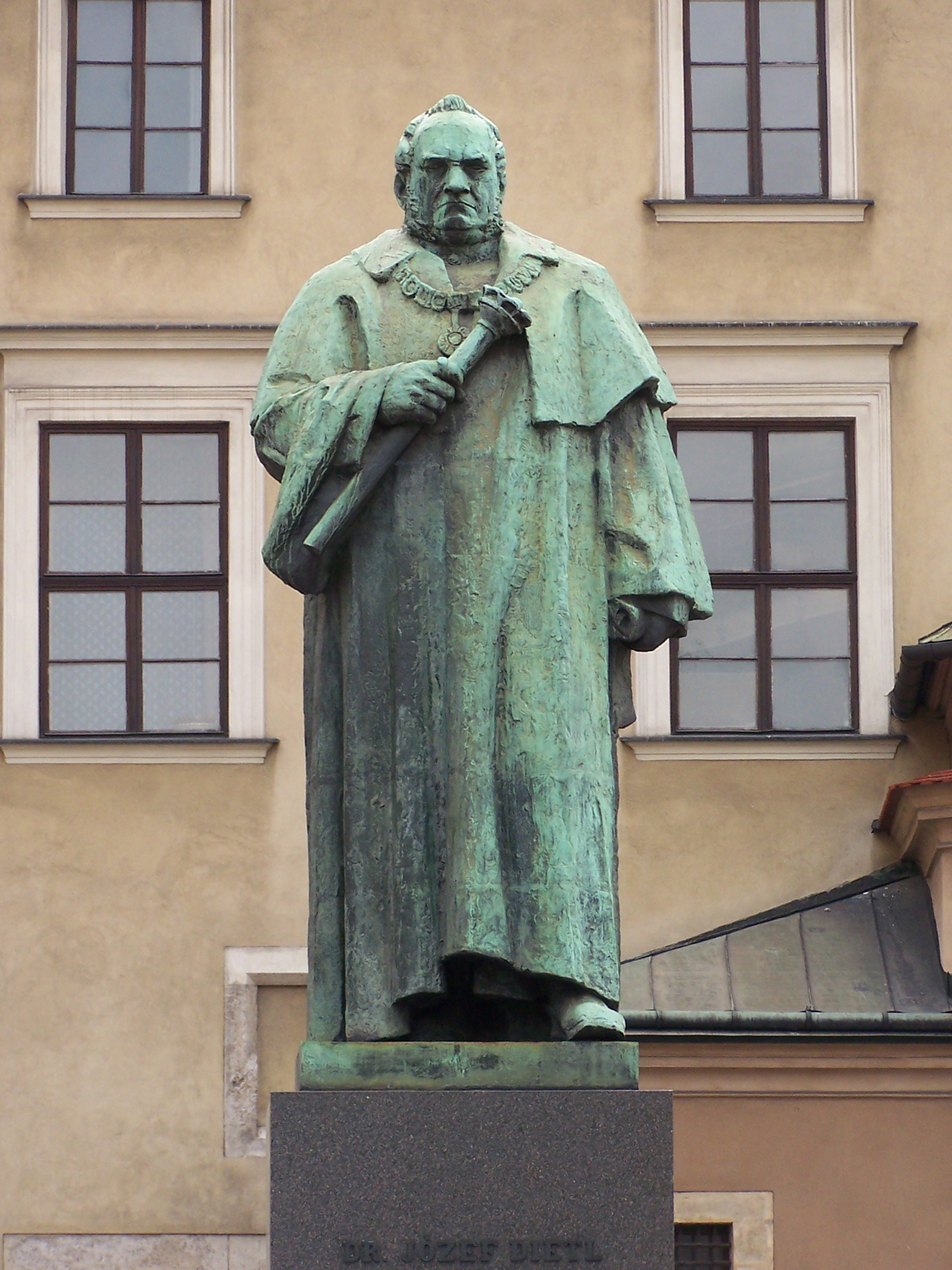
Kraków, pl. Wszystkich Świętych. Pomnik Józefa Dietla dłuta Xawerego Dunikowskiego.
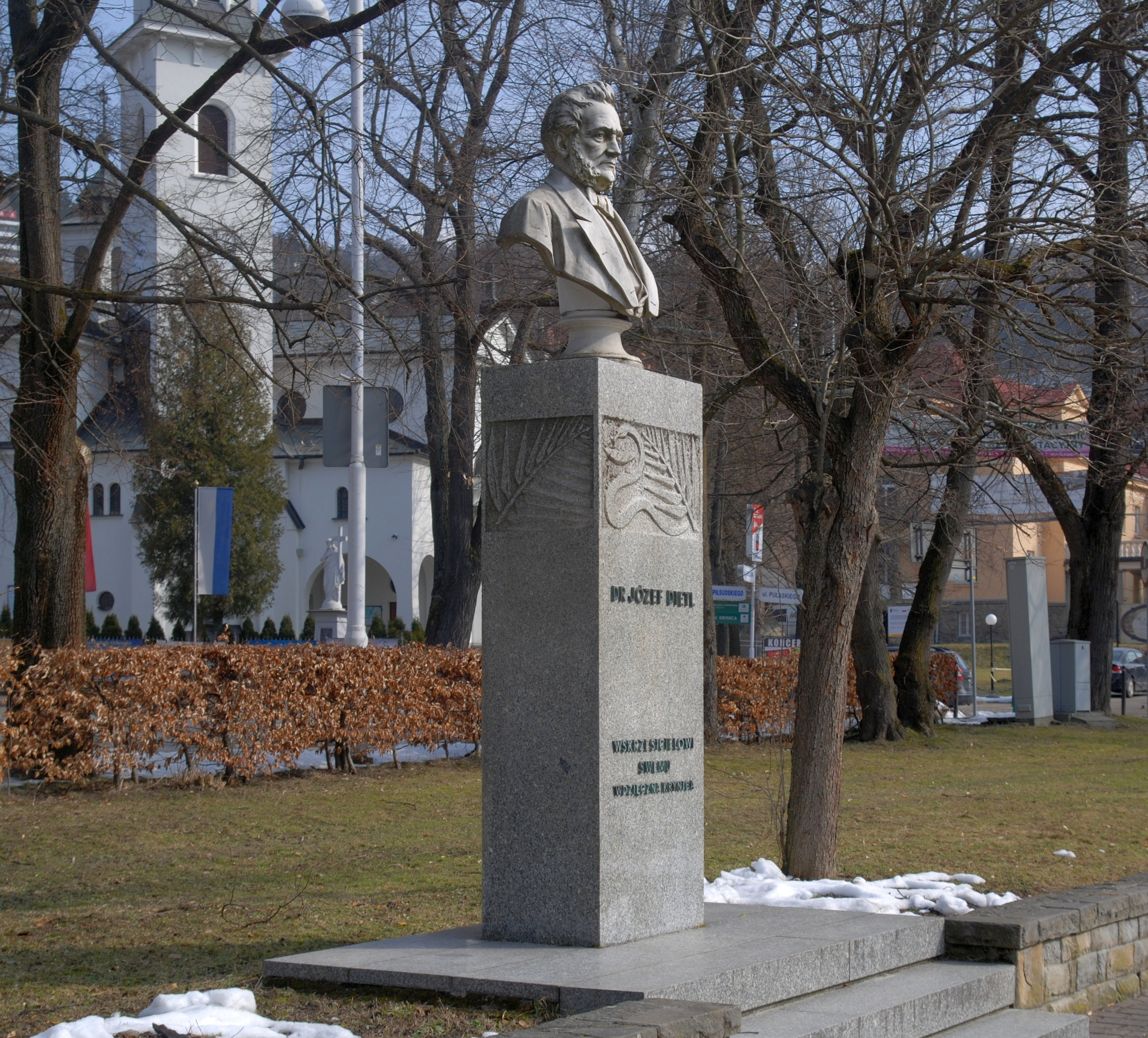
Krynica-Zdrój Pomnik Józefa Dietla.
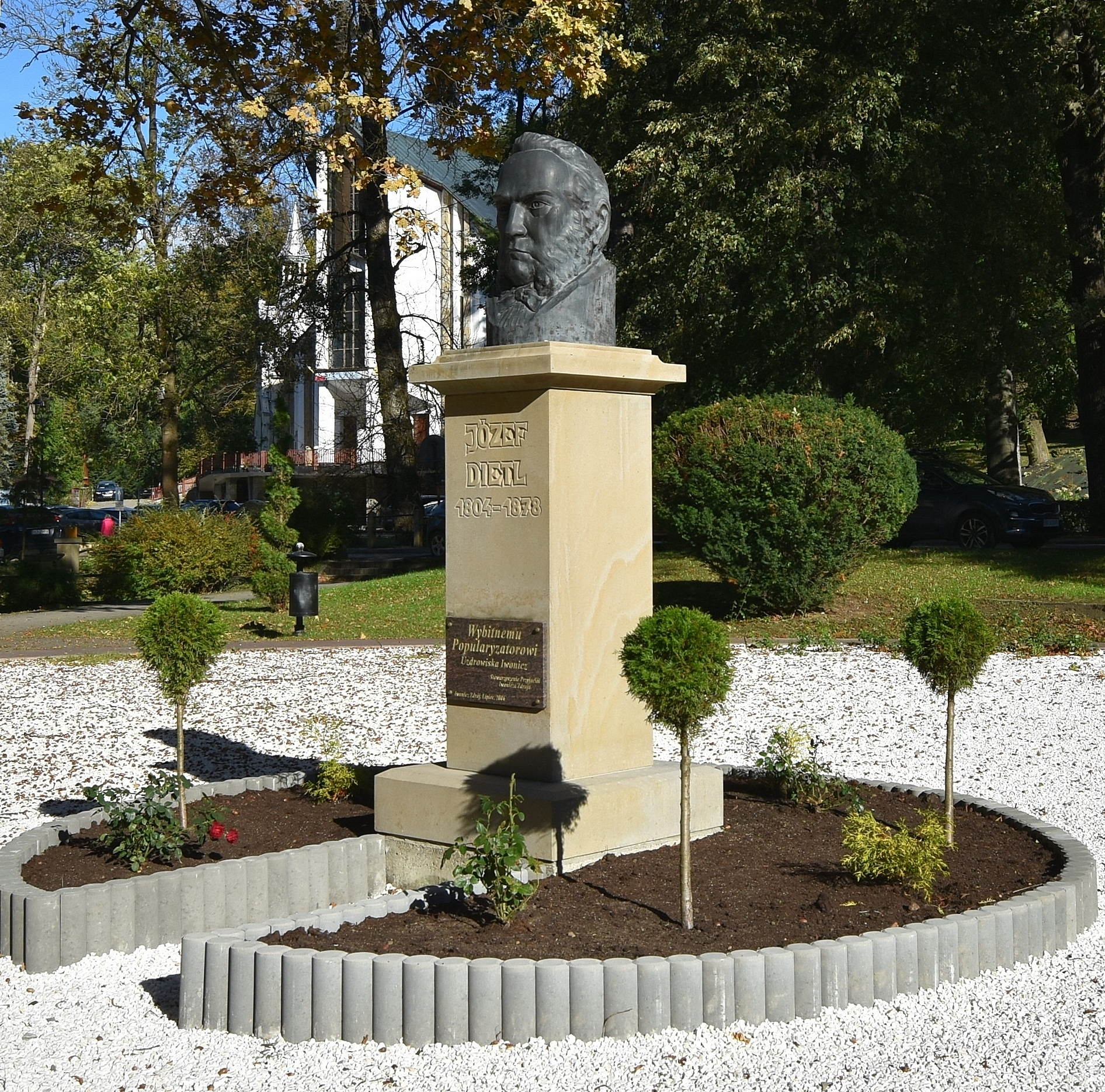
Iwonicz-Zdrój Pomnik Józefa Dietla.
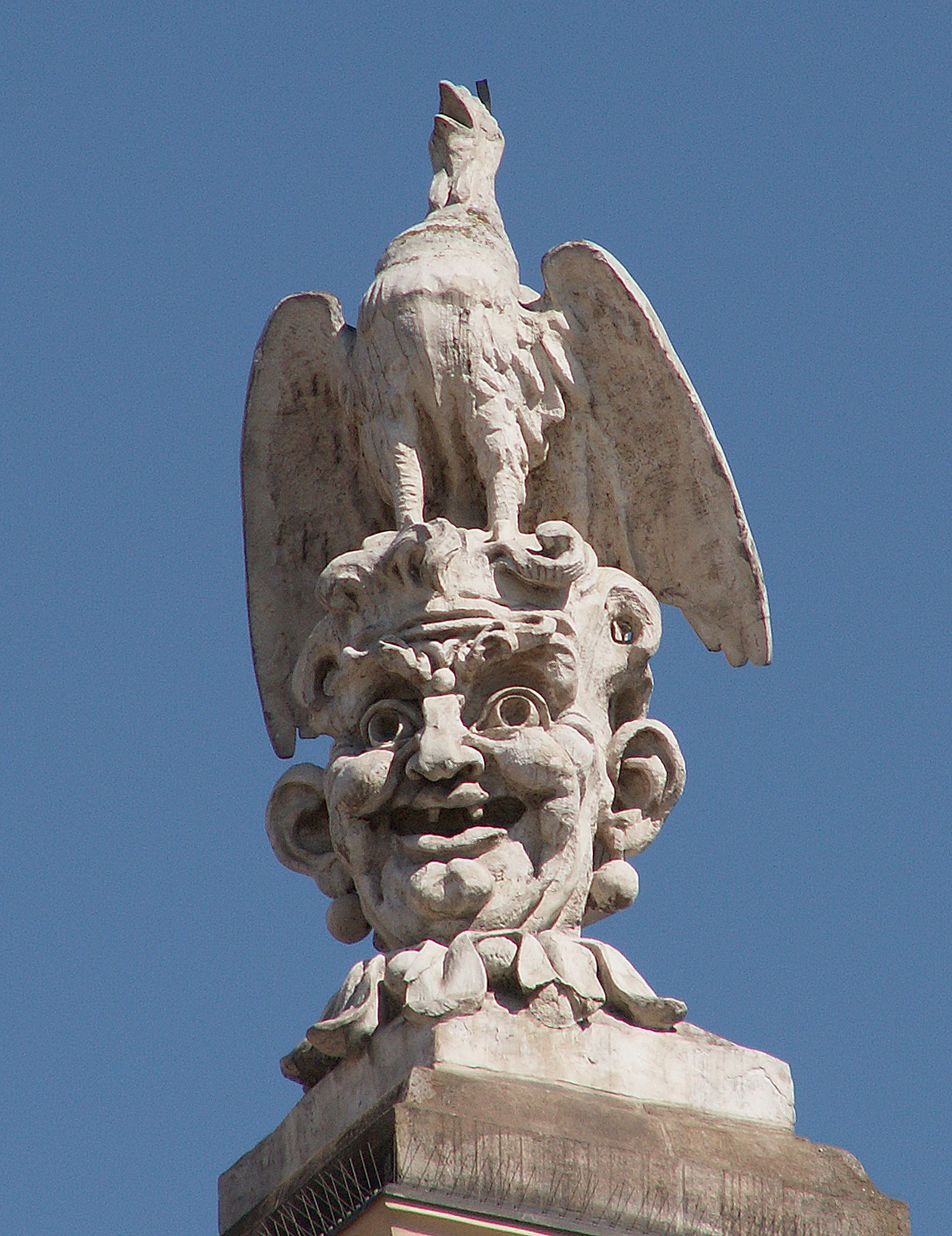
Kraków, Sukiennice. Maszkaron-karykatura Józefa Dietla. Według projektu Jana Matejki, wykonał Walery Gadomski.
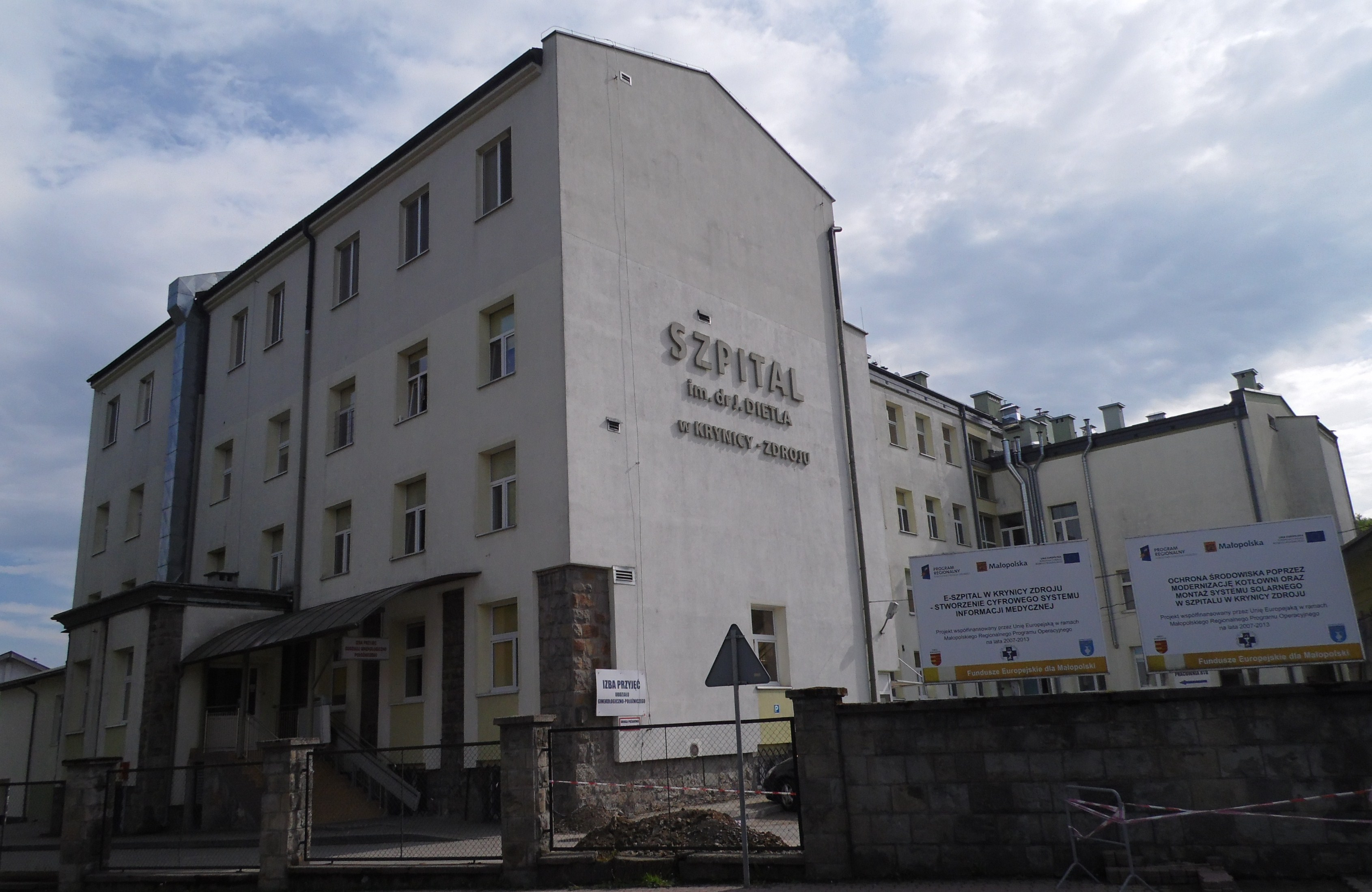
Szpital im. Józefa Dietla w Krynicy-Zdroju.